# Rezervația peisagistică Telița
Rezervația peisagistică Telița este o arie protejată, situată la est de satul omonim din raionul Anenii Noi, Republica Moldova (ocolul silvic Anenii Noi, Hîrtop, parcelele 50-51). Are o suprafață de 124 ha. Obiectul este administrat de Gospodăria Silvică de Stat Chișinău.
Rezervația cuprinde o pantă abruptă a Nistrului. Are depuneri calcaroase sarmatice cu nisip. În mal cuibăresc lăstunii de mal. Se întâlnesc șerpi și șopârle. Panta este acoperită cu pădure de gorun, stejar pufos, vișin turcesc și păr de Dobrogea.

## Clasificare
Aria naturală a fost încadrată în etajul fitoclimatic FD1 de cvercete cu stejărete și include patru tipuri de stațiuni:
- deluros de cvercete cu stejar de versanți și platouri cu soluri cenușii și cernoziom argiloiluvial, de bonitate superioară și mijlocie;
- silvostepă deluroasă de cvercete cu stejari xerofiți, versanți cu expuneri diferite, cu erodisoluri argiloiluviale de bonitate inferioară;
- silvostepă deluroasă de cvercete xerofite cu stejari xerofiți de bonitate inferioară;
- silvostepă, luncă de zăvoi de plop alb, pe sol aluvial, moderat humifer rar și inundabil de bonitate superioară și mijlocie.

Au fost identificate cinci tipuri de pădure:
- stejăreto-șleau de deal de productivitate superioară;
- stejăret pedunculat de productivitate inferioară;
- stejăreto-șleau de luncă din silvostepă de productivitate mijlocie;
- zăvoi de plop alb de productivitate superioară;
- zăvoi de plop alb de productivitate mijlocie.